# Steve Previs
Stephen Richard Previs, detto Steve (Bethel Park, 9 febbraio 1950), è un ex cestista statunitense, professionista nella ABA.

## Carriera
Venne selezionato dai Boston Celtics al settimo giro del Draft NBA 1972 (111ª scelta assoluta).

## Palmarès
- Campione NIT (1971)